# Adolphe d'Avril
Adolphe d'Avril (n. 17 august 1822, Paris, Franța – d. 27 octombrie 1904, Montreuil-sur-Epte⁠(d), Seine-et-Oise, Franța) a fost un diplomat și publicist francez. A fost ales membru de onoare străin al Societății Academice Române (1871).
Adolphe D’Avril a fost un diplomat francez cu multe peregrinări prin Europa și Orientul Apropiat. A ajuns la un moment dat pe la gurile Dunării. Nu a pierdut timpul de pomană pe aici, ci a concretizat șederea într-o carte scrisă la modul jucăuș-ironic. De Paris a l’Ille des Serpents, publicată în 1876. Capitolul VIII îl dedică Bucovinei și nu menajează deloc puterea austro-ungară. Câteva rânduri dedică lipovenilor și traiectoriei lor. Cum au ajuns aici, cum au înflorit și cum decad. El i-a surprins în faza în care nu mai aveau influența de odinioară. Nu mai erau de folos imperiului. Această mică țărișoară a Bucovinei, uitată sau abia cunoscută între Galiția și Moldova, este țara binecuvântată și refugiul sectanților, atât a creștinilor, cât și a evreilor. Cam la aceeași distanță de Cernăuți și Suceava se află Fântâna-Albă, unde locuiește Mitropolitul Arhiepiscop Staro-vera sau Vechiul Credincios. El este cel care consacră popii pentru toată Rusia, acolo unde prezența sa nu ar fi tolerată.